# Margherita da Trento
Margherita da Trento, también conocida como Margherita la Bella o Margherita Boninsegna, (presumiblemente natural de Arco, segunda mitad del siglo XIII - Vercelli, 1 de junio de 1307) fue una noble italiana y compañera de fray Dulcino de Novara, líder de la secta hereje de los Hermanos Apostólicos (también conocidos como segarelistas o Nuevos Apóstoles), al menos desde diciembre de 1303 hasta su muerte en 1307. Era nativa de Trento o posiblemente de Arco.

## Biografía

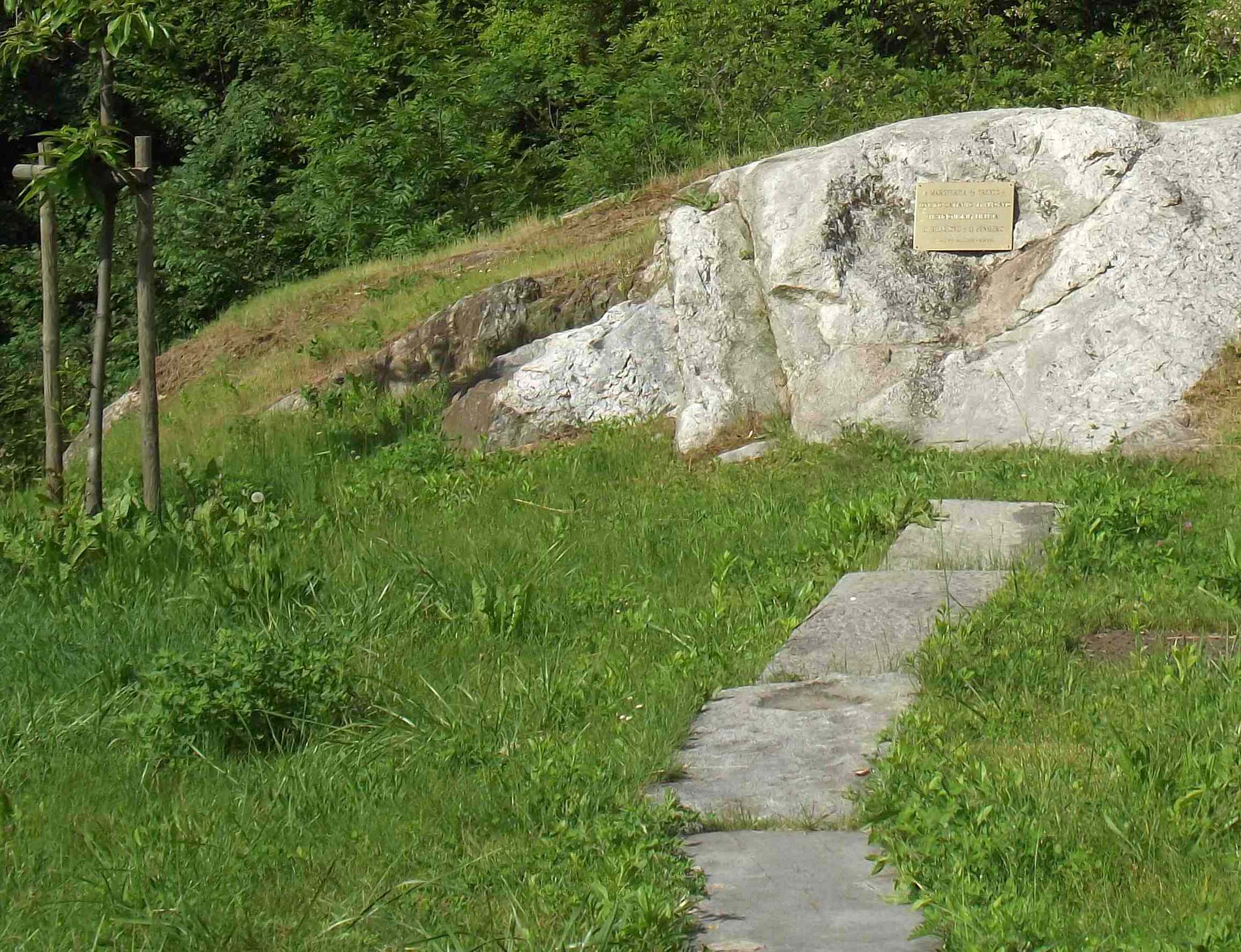
placa en memoria de Margherita di Trento ubicada en Biella (Italia).

En una declaración tomada en Bolonia el 22 de septiembre de 1304, Rolandino, uno de los apóstoles, describió a Margherita como de Trento y compañera de Dolcino durante el último año. En 1302-1303, según Rolandino, Dulcino había estado acompañado en su gira de predicación por el Trentino por Cara da Modena, una mujer y compañera predicadora. En la segunda carta de Dulcino de diciembre de 1303, sin embargo, enumera a los líderes de su movimiento en orden de precedencia, él primero como rector (líder) y su hermana (soror) Margherita en segundo lugar como «su amada sobre todo» (pre ceteris sibi dilectissima). Les siguen los hermanos Longino da Bérgamo, Alberto da Cimego, Baldrico da Brescia y Federico Grampa di Novara. Rolandino utilizó la misma jerarquía en su declaración.
El ascenso de Margherita a la prominencia parece haber sido rápido, dada la presencia de otra mujer, Cara, junto a Dulcino a principios de año. No se sabe si la elección de una mujer como compañera tuvo trascendencia para el movimiento o fue mera coincidencia. No se conocen otras mujeres líderes entre los Apóstoles. En sus escritos, el inquisidor Bernardo Gui acusó a Margarita de ser la concubina (amasia) de Dolcino, pero su acusación tiene poco valor por sí sola. También la llamó «su compañera en el crimen y la herejía» (consors eius in sclere et heresi) y una «mujer maléfica» (mulier malefica). Admite que Dulcino negó cualquier relación física, alegando que trató a Margherita «como una hermana en Cristo, con modestia y honestidad» (more sororis in Christo pudice et honeste). Según Gui, cuando Margherita quedó embarazada, Dulcino afirmó que estaba embarazada del Espíritu Santo. Gui aumenta la inverosimilitud de la afirmación de Dulcino al describir a Margherita, en italiano en un texto en latín, como «la bella» (la bella), una descripción recogida por el texto anónimo Historia fratris Dulcini y por Benvenuto da Imola, quien la describió como de «inmensa belleza» (pulchritudo immensa).
En 1306, el papa Clemente V declaró una cruzada contra los seguidores de Dulcino, que se refugiaron en Valsesia. El 23 de marzo de 1307, Raniero Avogadro, obispo de Vercelli, dirigió el ataque final contra los Nuevos Apóstoles. Dulcino, Margherita y Longino fueron capturados vivos y llevados a Biella el 25 de marzo. Después de un juicio secular realizado por un consejo de sabios, según la Historia fratris Dulcini, fueron quemados vivos en la hoguera a orillas del río Cervo cerca de Vercelli el 1 de junio de 1307. Margherita fue quemada primero ante los ojos de Dulcino. Gui da un relato ligeramente diferente. Según su descripción de los hecho, Margherita fue despedezada ante los ojos de Dulcino antes de que este último corriera la misma suerte. Sus cuerpos desmembrados fueron luego incinerados.
El 31 de diciembre de 1332, el hermano de Margherita, Boninsegna, hijo de Oddorico da Arco, un noble, testificó que unos 28 años antes, su hermana y otras cuatro jóvenes junto con varios jóvenes de la zona se habían unido a los Nuevos Apóstoles y habían muerto en la hoguera. Pero dos años antes, según Boninsegna, se había enterado de que ella aún estaba viva y residía en Vicenza con el nombre de María. Había estado presa durante tres años, liberada por la Inquisición, posteriormente se había casado y tenía un hijo de quince años. No hay otra fuente que mencione la supervivencia de Margherita y es probable que la historia de su huida se haya inventado para rehabilitarla póstumamente.